# Prosopocera lucia
Prosopocera lucia là một loài bọ cánh cứng trong họ Cerambycidae.